# Barcial del Barco
Barcial del Barco est une commune espagnole de la province de Zamora dans la Communauté autonome de Castille-et-León.